# Championnat de Suisse de hockey sur glace 1962-1963
Saison précédente Saison suivante
La saison 1962-1963 est la 54e saison du championnat de Suisse de hockey sur glace.

## Ligue nationale A

### Classement
| Clt   | Équipe             | PJ | V  | D  | N | BP | BC  | Diff | Pts |
| ----- | ------------------ | -- | -- | -- | - | -- | --- | ---- | --- |
| +001, | Villars HC         | 18 | 14 | 3  | 1 | 75 | 29  | +46  | 29  |
| +002, | HC Viège           | 18 | 12 | 4  | 2 | 73 | 44  | +29  | 26  |
| +003, | CP Berne           | 18 | 11 | 4  | 3 | 91 | 44  | +47  | 25  |
| +004, | Young Sprinters HC | 18 | 11 | 5  | 2 | 88 | 51  | +37  | 24  |
| +005, | HC Davos           | 18 | 11 | 7  | 0 | 60 | 50  | +10  | 22  |
| +006, | Zürcher SC         | 18 | 9  | 9  | 0 | 87 | 72  | +15  | 18  |
| +007, | EHC Kloten         | 18 | 7  | 11 | 0 | 74 | 83  | -9   | 14  |
| +008, | HC Ambrì-Piotta    | 18 | 6  | 11 | 1 | 56 | 74  | -18  | 13  |
| +009, | SC Langnau         | 18 | 4  | 13 | 1 | 47 | 87  | -40  | 9   |
| +010, | HC Bâle-Rotweiss   | 18 | 0  | 18 | 0 | 32 | 149 | -117 | 0   |

- Champion de Suisse
- En barrage de promotion/relégation LNA/LNB

 : Tenant du titre
Villars remporte le 1er titre de son histoire. Ce faisant, il réussit un véritable exploit puisque le club vaudois évoluait encore en 1re ligue en 1961. Il fête donc une victoire en LNA, après deux promotions successives.

### Barrage de promotion/relégation LNA/LNB
- HC Bâle-Rotweiss - Grasshopper Club Zurich 2-5 (2-1 0-3 0-1)
- Grasshopper Club Zurich - HC Bâle-Rotweiss 7-0 (2-0 2-0 3-0)

GC remonte en LNA, pour la première fois depuis 1957, prenant ainsi la place de Bâle.